# فرنسيسكو غونزاليس (ممثل)
فرنسيسكو غونزاليس (بالإسبانية: Francisco José Andión González)‏ هو كاتب أغاني وموسيقي وكاتب وممثل إسباني، ولد في 6 أكتوبر 1947 بمدريد في إسبانيا.

## وصلات خارجية
- فرنسيسكو غونزاليس على موقع IMDb (الإنجليزية)
- فرنسيسكو غونزاليس على موقع ميوزك برينز (الإنجليزية)
- فرنسيسكو غونزاليس على موقع ديسكوغز (الإنجليزية)
- فرنسيسكو غونزاليس على موقع قاعدة بيانات الفيلم (الإنجليزية)